# Acquosana
Con Acquosana(-i), o Acquesana(-i) o Accusana(-i), si intende la regione storica relativa all’abitato di Acqui Terme nel periodo XI-XIII secolo, in analogia al termine Astesana per la città di Asti. Pertanto tale regione corrispondeva ad un vasto territorio limitrofo, e per certi periodi dominato, da Acqui Terme.
Parlando di Acquosana si intende dunque propriamente il solo territorio, privo del suo capoluogo urbano, perché le due entità geografiche, sebbene spesso correlate dal punto di vista storico, subirono anche destini separati. In questo senso un valido sinonimo di Acquosana è "Acquese".
Benché costituita da confini mutevoli e incerti, sono inclusi nell’Acquosana i seguenti: Agliano, Alice Bel Colle, Barberia, Calamandrana, Calosso, Canelli, Castelnuovo Calcea, Lanerio, Magliano, Montabone, San Marzano Oliveto e altri. Molti altri comuni compresi tra Asti e Acqui entrarono a far parte delle vicende storiche dell’Acquosana, ma solo indirettamente per acquisizione successiva e scambi da parte di singoli rami delle famiglie dell’Acquosana.
La storia di questa regione, rilevante nel medioevo, è quantomai complessa, e ciò è in parte dovuto anche alla confusione generata da usi impropri del termine, ad indicare di volta in volta concetti diversi relativi al territorio acquese.

## Significati alternativi del termine
Il termine Acquosana, in alternativa al significato proprio geografico (Acquosana = territorio acquese), sta più spesso ad indicare l’aggregato di consortili signorili compresi nel territorio acquosano in tale periodo storico (Acquosana = alleanza dei vari signori acquesi).
Poiché, secondo la tradizione, tali famiglie erano probabilmente legate tra loro anche da vincoli di parentela oltreché feudali, talora con Acquosana si intende il gruppo familiare, se esisteva, che rappresentava tutti questi signori (Acquosana = clan familiare dei signori acquesi).
Analogamente, poiché Acquosani o Accusani era anche il nome di uno specifico ramo tra quelli risultanti dalla dissoluzione finale dei vari consortili, si può talora intendere con “Acquosana” tale specifico ramo familiare (in questo caso sarebbe però opportuno specificarlo, tanto più che tale ramo non si distinse storicamente più di altri) (Acquosana = ramo degli Accusani).
Infine, in quanto conglomerato di feudi, si utilizza talvolta l’espressione “Acquosana” col significato di predicato feudale, intendendosi così tutti i soggetti che possedevano diritti feudali su porzioni dell’Acquese o sull’intero territorio (Acquosana = titolari dell’intero acquese o di sue parti). In tal caso non si sbaglia nel definirli entrambi “Signori” dell’Acquosana, ma “Conti” di Acquosana solo in riferimento ai soggetti che, in specifici momenti storici, hanno dominato l’intera regione nel suo complesso con tale titolo, e cioè il periodo storico iniziale (XI secolo) dei Conti di Acqui, o al massimo il periodo storico finale (XIII secolo) dei nuovi proprietari aleramici, dato che i Marchesi di Monferrato presero a chiamare “Conti di Acquosana” i primogeniti della loro schiatta.

## Storia dell’Acquosana
Di seguito vengono indicati in ordine cronologico alcuni episodi peculiari della storia dell’Acquosana, con riferimento preferenziale verso le signorie di Agliano, Lanerio e Canelli.
774 d.C. La Signoria di Agliano è compresa nella Contea di Loreto. La Signoria di Lanerio, nella Contea di Acqui. La Contea di Acqui è nel Ducato d'Italia Neustria, nel Regno Longobardo.
800. La Contea di Acqui è nel Ducato d'Italia Neustria, nel Sacro Romano Impero.
889. La Contea di Acqui è sotto gli Anscarici, nella Marca d'Italia (Ivrea), nel Sacro Romano Impero.
950. La Contea di Acqui è sotto gli Aleramici, nella Marca di Liguria occidentale, nel Regno italico (= dei romani), nel Sacro romano impero.
978. La Contea di Acqui passa sotto il Vescovo.
1004. Nasce S. Guido vescovo di Acqui, dai Signori di Melazzo.
1017. Acqui passa sotto gli Aleramici.
1034. Acqui diventa libero comune
1050. Manfredo di Tete di Brozolo signore di Lanerio, presumibilmente vassallo nella Contea di Loreto aleramica. Da Tete di Brozolo discendono, per quanto riguarda Agliano: i di Castelnuovo Calcea, da cui i d'Agliano (non aleramica, della I casa), nella Contea di Loreto; per quanto riguarda Lanerio: i di Lanerio, i di Castelnuovo Calcea, da cui i di Vinchio, inoltre discendono i di Magliano (da cui i Carena, di Masio, Tortagna), di Alice belcolle, di Santo Stefano Belbo.
1085. Ottone di Lanerio sposa l'ultima d'Agliano (non aleramica, della I casa) creando i di Lanerio-Agliano, nella Contea di Loreto.
1094. Giordano e Anzone di Lanerio-Agliano (non aleramica, della I casa), nella Contea di Loreto.
1095. Dai di Lanerio-Agliano (non aleramica, della I casa) discendono, per quanto riguarda Agliano: i d'Agliano (non aleramica, della I casa), da cui i Gatto, i Musso, i Presbitero, gli Sclasso, gli Ascherio, nella Contea di Loreto; per quanto riguarda Lanerio: i di Lanerio (non aleramica), da cui i Musso, i Moisio, i Sibilatori, i Conti, i Rubei, i Baudi, gli Assandri, gli Ardanesio, nella Contea di Loreto.
Intanto Asti diventa libero comune.
1132. I Signori di Lanerio (non aleramica) e tutti gli altri signori "scuotono il giogo" degli Aleramici, riconoscendosi vassalli diretti dell'Imperatore.
1164. Signoria di Lanerio, nella Contea di Loreto, sotto il Marchese Guglielmo di Monferrato.
1165. Riunione dei Signori di Agliano (non aleramica, della I casa) e dei Signori di Lanerio, di Canelli, di Magliano, di Castelnuovo calcea, d'Alice, di Vinchio, di Masio, nel Consortile d'Acquosana ribelli contro Guglielmo Marchese di Monferrato aleramico.
1170. Scambi territoriali tra i Signori di Acquosana: Alberto di Canelli acquista parte di Lanerio.
1175. Parte del Consortile d'Acquosana (di Alice, di Vinchio, Siblatori, Carena), nella Contea di Loreto (vedi), nel Marchesato di Monferrato.
1190. La Signoria di Agliano (non aleramica, della I casa)  e parte delle Signorie di Lanerio e del Consortile d'Acquosana (Moisio, Conti, Musso, Rubei, Baudi, Tortagna) passano sotto il libero Comune di Alessandria.
1192. Ad Agliano fine degli Agliano della I casa: Corrado I Lancia di Agliano (ora aleramica, della II casa), che presta ancora sotto il libero Comune di Alessandria.
1200. Bonifacio I Lancia d'Agliano (aleramica, della II casa) sposa Costanza Maletta di Pettineo; il territorio è almeno formalmente ancora sotto il libero Comune di Alessandria. Nel frattempo avvengono scambi territoriali tra i Signori di Acquosana (Andreina di Magliano-Lanerio porta a Guido di S.Sebastiano-Lanerio e a Giordano e Gaspare di Celle-Lanerio), con Lanerio ancora sotto il libero Comune di Alessandria.
1203. Signorie di Agliano (aleramica, della II casa), sciolti da Alessandria, passano sotto il libero Comune di Asti. Anche altra parte del Consortile d'Acquosana (di Lanerio, di Canelli, di Vinchio, di Calamandrana), sciolti da Alessandria, passano sotto il libero Comune di Asti.
1206(?). Bianca Lancia d'Agliano (aleramica, della II casa), sotto il libero Comune di Asti, sposa l'imperatore Federico II di Svevia.(Bianca Lancia nasce intorno al 1210) 
1210. Vivente Baiamondo II Lancia d'Agliano (aleramica, II casa), le cui figlie si estinguono nei Moncucco-Agliano, nei del Bosco di Calosso-Agliano, nei di Camino-Agliano (aleramici, ora della III casa). Distruzione di Lanerio da parte del libero Comune di Alessandria.
1213. Altra parte delle Signorie di Agliano (aleramica, della III casa), sotto il libero Comune di Asti.
1218. Parte del Consortile d'Acquosana (figli di Raimondo di Lanerio, di Magliano, di S.Sebastiano, di Celle, Moisio, Ardanesi, Carena), sciolti da Alessandria, passano sotto il libero Comune di Asti.
1225. Parte del Consortile d'Acquosana (Sivoleti, Ansaldi), sciolti da Alessandria, passano sotto il libero Comune di Asti.
1230. Distruzione di Loreto e di Acquosana da parte del milanese Uberto da Ozzino, alleato di Alessandria, nella II Lega.
1231. Ultime parti rimanenti non alessandrine del Consortile d'Acquosana, sotto il libero Comune di Asti.
1232. I resti distrutti delle Signorie di Lanerio-Agliano (aleramica, della III casa) e del Consortile d'Acquosana (Lanerio-Agliano, Lintignano, Belmonte) formano il libero comune di Nizza monferrato, sotto quello di Alessandria.
1315. Cubitosa di Moncucco-Agliano (aleramica, III casa) lascia Agliano al marito Giovanni di Saluzzo di Dogliani.
1341. Giovanni di Saluzzo di Dogliani vende Agliano ai Guttuari di Asti.

## Genealogie dei Manfredingi Signori dell’Acquosana
Guasco di Bisio, nei vari paragrafi relativi alle specifiche castellanie, sostiene che il clan familiare degli Acquosana, derivava quasi completamente dalla figura di Ottone (Tete) figlio di Manfredo di Brozolo. Quest’ultimo è considerato un discendente della famiglia più vasta dei cosiddetti [[Manfredinghi]]. Unendo tra loro le informazioni relative ai diversi livelli, analizzati separatamente, è possibile ricostruire il seguente albero generale.
1. Carlo Magno sposa 3° Ildegarda di Vinzgowb
1.1 Pipino I carolingio re d’Italia
1.1.1 Bernardo carolingio re d’Italia sposa Regina Cunegonda di Gellone
1.1.1.1 Pipino I di Vermandois
1.1.1.1.1 Manfredo III il cieco conte di Longobardia. Capostipite dei “Manfredinghi”.
1.1.1.1.1.1 Frodoino abate di Novalesa,
1.1.1.1.1.2 Manfredo IV camerlengo di Carlomagno
1.1.1.1.1.3 Guagenfrido conte di Verdun
1.1.1.1.1.3.1 Manfredo V conte di Orleans
1.1.1.1.1.3.1.1 Manfredo VII conte di Lodi e Milano
1.1.1.1.1.3.1.1.1 Manfredo VIII
1.1.1.1.1.3.1.1.1.1 Manfredo IX conte di Lomello
1.1.1.1.1.3.1.1.1.1.1 Aimone conte di Vercelli
1.1.1.1.1.3.1.1.1.1.1.1 Gandolfo
1.1.1.1.1.3.1.1.1.1.1.1.1 Manfredo conte di Vercelli
1.1.1.1.1.3.1.1.1.1.1.1.1.1 Ottone di Brosolo à Riprende numerazione
1 Manfredo di Brosolo
1.1 Arduino I signore di Radicata
1.1.1 Signori di Radicata
1.1.1.1 Conti di Radicata = Radicati
1.1.1.1.1 Da uno dei tre colonnellati: Radicati conti di Brosolo
1.1.1.1.1.1 Radicati di Cocconato e di Passerano-Marmorito
1.2 Ottone (Tete) di Brosolo sposa 1° Ultima dei signori di San Marzano signori di Canelli (vedi sotto 2.1.3.1)
1.2.1 Amedeo signore di Canelli
1.2.1.1 Guglielmo di Canelli
1.2.1.1.1. Enrico Balbo di Canelli
1.2.1.1.1.1 Donde:
1.2.1.1.1.1.1 Balbo (d’Alessandria)
1.2.1.1.1.1.2 Danesio
1.2.1.1.1.1.3 Bergesio
1.2.1.1.2. Alberto di Montabone
1.2.1.1.2.1 Donde:
1.2.1.1.2.1.1 Accusani o Acquosani
1.2.1.1.2.1.1.1 Donde: Di Ricaldone
1.2.1.1.2.1.2 Mastorchio
1.2.1.1.2.1.2.1 Donde:
1.2.1.1.2.1.2.1.1 Crosa
1.2.1.1.2.1.2.1.2 Tarditi
1.2.1.1.2.1.2.1.3 Guercio
1.2.1.1.2.1.2.1.4 Nano
1.2.1.1.2.1.2.1.5 De Maximilia
1.2.1.1.2.1.3 Di Garessio
1.2.1.1.2.1.4 Trotti
1.2.1.1.2.1.4.1 Donde:
1.2.1.1.2.1.4.1.1 Baldi
1.2.1.1.2.1.4.1.2 Rinaldi
1.2.1.1.2.1.4.1.3 Sandri
1.2.1.1.2.1.5 Alberto di Canelli (che acquista parte di Lanerio)
1.2.1.1.2.1.5.1 Di Lanerio-Canelli
1.2.1.1.2.1.5.1.1 Donde:
1.2.1.1.2.1.5.1.1.1 Ansaldi
1.2.1.1.2.1.5.1.1.2 Sivoleti
1.2.1.1.3. Ottone di Calamandrana
1.2.1.1.3.1 Donde:
1.2.1.1.3.1.1 Di Soirano
1.2.1.1.3.1.2 Sordi
1.2.1.1.3.1.3 Preti
1.2.1.1.3.1.4 Del Bosco Signori di Calosso
1.2.1.1.3.1.5 Ratti (d’Alba)
1.2.1.1.3.1.6 Semplici (d’Alba)
1.2.1.1.3.1.7 Greci
1.2.1.1.3.1.8 Bizzarra
1.2.1.1.3.1.9 Cortesio
1.2.1.1.3.1.10 Conti
1.2.1.1.3.1.11 Lambrusco
1.2.1.1.3.1.12 Settanni
1.2.1.1.3.1.13 Di Pietro
1.2.1.1.3.1.14 Sezzo
1.2.1.1.3.1.15 Gamba
1.2.1.1.3.1.16 Confalonieri
1.2.2 Manfredo signore di Lanerio
1.2.2.1 Oberto signore di Lanerio
1.2.2.1.1 Ottone di Lanerio sposa l'ultima dei Signori d'Agliano (della I casa)
1.2.2.1.1.1 I discendenti si dissero per alcune generazioni Signori di Lanerio-Agliano (vedi 1.2.2.3.2.1.2.1.1)
1.2.2.1.1.2 Continuarono però ad esistere (discendenti o meno dei Lanerio-Agliano) i Signori di Lanerio
1.2.2.1.1.2.1 Raimondo di Lanerio
1.2.2.1.1.2.2 Donde:
1.2.2.1.1.2.2.1 Moisio
1.2.2.1.1.2.2.2 Sibilatori
1.2.2.1.1.2.2.3 Conti
1.2.2.1.1.2.2.4 Musso
1.2.2.1.1.2.2.5 Rubei
1.2.2.1.1.2.2.6 Baudi
1.2.2.1.1.2.2.7 Assandri
1.2.2.1.1.2.2.8 Ardanesio
1.2.2.2 Guido signore di Magliano(-Lanerio)
1.2.2.2.1 Andreina di Magliano-Lanerio porta a Guido di S.Sebastiano e a Giordano e Gaspare di Celle
1.2.2.2.2 Donde:
1.2.2.2.2.1 Carena (di Lanerio)
1.2.2.2.2.2 Alberti
1.2.2.2.2.3 Di Masio
1.2.2.2.2.4 Tortagna
1.2.2.3 Ottone e Guglielmo Piletto capostipiti dei:
1.2.2.3.1 Signori di Alice belcolle-Barberia
1.2.2.3.1.1 Donde:
1.2.2.3.1.1.1 D’Alice
1.2.2.3.1.1.2 Di Verdobbio
1.2.2.3.1.1.3 Di Lintignano
1.2.2.3.1.1.4 Bursa
1.2.2.3.1.1.5 Lesna
1.2.2.3.2 Signori di Castelnuovo calcea
1.2.2.3.2.1 Donde:
1.2.2.3.2.1.1 Signori di Vinchio
1.2.2.3.2.1.1.1 Donde:
1.2.2.3.2.1.1.1.1 Monaci
1.2.2.3.2.1.1.1.2 Bosio
1.2.2.3.2.1.1.1.3 Traversagni
1.2.2.3.2.1.1.1.4 Grullo
1.2.2.3.2.1.1.1.5 Vandelengo
1.2.2.3.2.1.1.1.6 Fea
1.2.2.3.2.1.1.1.7 Plebano
1.2.2.3.2.1.1.1.8 Capra
1.2.2.3.2.1.1.1.9 Bidone
1.2.2.3.2.1.1.1.10 Marchisio
1.2.2.3.2.1.1.1.11 Confalonieri
1.2.2.3.2.1.1.1.12 Muso
1.2.2.3.2.1.1.1.13 Aicardi
1.2.2.3.2.1.1.1.14 Arnelli
1.2.2.3.2.1.1.1.15 Di Mirbello
1.2.2.3.2.1.1.1.16 Vitali
1.2.2.3.2.1.2 Signori d’Agliano (della I casa)
1.2.2.3.2.1.2.1 L'ultima dei Signori d'Agliano (della I casa) sposa Ottone di Lanerio
1.2.2.3.2.1.2.1.1 I discendenti si dissero per alcune generazioni Signori di Lanerio-Agliano
1.2.2.3.2.1.2.1.1.1 Giordano e Anzone di Lanerio-Agliano
1.2.2.3.2.1.2.1.2 Continuarono però ad esistere (discendenti o meno dei Lanerio-Agliano) i Signori di Agliano (della I casa)
1.2.2.3.2.1.2.1.2.1 Donde:
1.2.2.3.2.1.2.1.2.1.1 Gatto
1.2.2.3.2.1.2.1.2.1.1.1 Gatto in Tortona e Alessandria
1.2.2.3.2.1.2.1.2.1.1.2 Alessandro Gatto canevaro ducale in Casale
1.2.2.3.2.1.2.1.2.1.1.3 Battistina Gatto sposa Amedeo Pensa di Cigliaro
1.2.2.3.2.1.2.1.2.1.1.4 Gatto cosiddetti di Asti e Torino (con casa nell’isola di Sant’Alessio).
1.2.2.3.2.1.2.1.2.1.1.4.1 Capitano Innocenzo Gatto
1.2.2.3.2.1.2.1.2.1.1.4.2 Gianfrancesco Gatto
1.2.2.3.2.1.2.1.2.1.1.4.3 Barone Innocenzo Gatto
1.2.2.3.2.1.2.1.2.1.1.5 Gatto in Sicilia poi in Malta, forse a seguito del matrimonio di Bianca Lancia d’Agliano con l’imperatore Federico II di Svevia.
1.2.2.3.2.1.2.1.2.1.1.5.1 Cicco (Francesco) Gatto Barone di Djar-il-bniet (Zabbaria) milite e algozirio di Re Martino
1.2.2.3.2.1.2.1.2.1.1.5.2 Edoardo Gatto, muove da Malta in Messina, donde i Gatto in Messina della mastra nobile del Mollica
1.2.2.3.2.1.2.1.2.1.1.5.2.1 Miceli Gatto da Calamonaci in Agrigento
1.2.2.3.2.1.2.1.2.1.1.5.3 Tommaso Gatto, muove da Malta a Carmagnola, donde i Gatto da Carmagnola (del nucleo famigliare dei Di Carmagnola).
1.2.2.3.2.1.2.1.2.1.1.5.3.1 Antonio Gatto da Carmagnola giudice di Mondovì
1.2.2.3.2.1.2.1.2.1.1.5.3.2 Antonio Gatto da Carmagnola vicario e luogotenente del Marchesato di Saluzzo
1.2.2.3.2.1.2.1.2.1.1.5.3.3 Alberto Gatto da Carmagnola vicario generale del Marchesato di Saluzzo
1.2.2.3.2.1.2.1.2.1.1.6 Gatto da Calamandrana, Mombercelli e Castagnole
1.2.2.3.2.1.2.1.2.1.1.6.1 Antonino e Giovanni Gatto architetti capomastri di S.Stefano in Castelnuovo Calcea d’Asti
1.2.2.3.2.1.2.1.2.1.1.7 Gatto in San Damiano d’Asti e Castellinaldo (frazione Gatti). San Damiano è fondata da Asti nel 1275 trasportandovi uomini di Gorzano (dei Di Gorzano, poi dato da Asti ai Pelletta), Tuerdo alias Stoerda presso Poirino (degli anscarici Di Stoerda e Saya, e dei conti di Biandrate, poi agli Abelloni di Stoerda e Serralunga detti poi Malabaila di Asti), Lavezzole (distrutto da Asti togliendolo ai Garetti e Piloso) e Marcellengo (nel consortile dei Di Gorzano, poi venduto da Asti ai Roero). Si trova come l’adiacente Castellinaldo in un territorio soggetto ai Malabaila signori di (Madonna di) Loreto (da non confondersi col Contado di Loreto) e Canelli, famiglia di Asti; inoltre Poirino, nel cui territorio era compresa Stoerda degli Abelloni-Malabaila, pur non essendone soggetta, non è distante da Carmagnola; di Carmagnola sono titolari i Marchesi di Saluzzo che la cedono ad Asti. Tuttavia (Madonna di) Loreto risulta anche in parte soggetta nel 1242 ai Marchesi di Saluzzo. Donde la difficile assegnazione del detto ramo dei Gatto a quello di Torino-Asti, quello di Carmagnola-Saluzzo, o a nessuno dei due. Stante la coincidenza temporale della distruzione e annessione dell’Acquosana da parte di Asti, e l’affermazione dei Malabaila nei dintorni di Canale con fondazione del nuovo centro di San Damiano, parrebbe più plausibile l’ipotesi dell’agnazione dai Gatto di Torino-Asti: in questo caso i Gatto di Agliano e Lanerio, poi di Torino-Asti, sarebbero giunti nella neofondata San Damiano e adiacente Castellinaldo trasportati a forza da Asti nei territori degli Abelloni-Malabaila. Nel caso alternativo invece i Gatto di Carmagnola-Saluzzo sarebbero giunti a San Damiano e Castellinaldo in uno di questi tre modi: in quanto viventi nella vicina Stoerda e quindi come sudditi degli Abelloni-Malabaila, in quanto trasferiti in (Madonna di) Loreto dal loro signore Marchese di Saluzzo e da qui in San Damiano e Castellinaldo dagli Abelloni-Malabaila comproprietari di (Madonna di) Loreto, o ancora in forza della sottomissione del Marchese di Saluzzo ad Asti per Carmagnola (la più plausibile delle tre ipotesi).
1.2.2.3.2.1.2.1.2.1.2 Musso
1.2.2.3.2.1.2.1.2.1.3 Presbitero
1.2.2.3.2.1.2.1.2.1.4 Sclasso
1.2.2.3.2.1.2.1.2.1.5 Ascherio
1.2.2.3.3 Signori di Santo Stefano Belbo
1.2.2.3.4 ? Signori di Moncucco (non nota la precisa relazione, se esiste, con il Consortile di Lanerio, ma acquisiscono poi la Signoria di Agliano dai d’Agliano della III casa, aleramici)
2. (? Discendenti da Ottone di Brosolo?) Conti d’Acqui
2.1 Gaidaldo conte d’Acqui e discendenza
2.1.1 (? Discendente?) Benedetto vescovo d’Acqui
2.1.2 Donde:
2.1.2.1 Signori di Sommariva
2.1.2.2 Signori di Morbello
2.1.2.3 Signori di Melazzo
2.1.2.3.1 S. Guido di Melazzo vescovo d’Acqui
2.1.2.3.1.1 Guglielmo e Tebaldo di Melazzo
2.1.2.3.1.1.1 Donde: Melazzo
2.1.2.3.1.1.1.1 Pietro Guglielmo Melazzo signore di San Bartolomeo, da Alessandria
2.1.2.3.2 Donde:
2.1.2.3.2.1 Camera
2.1.2.3.2.1.1 Guglielmo e Manfredo Camera
2.1.2.3.2.1.1.1 Teobaldo e Giacomo Camera
2.1.2.3.2.2 Nasi
2.1.2.3.2.3 Gola
2.1.2.3.2.4 Cantoni
2.1.3 Sotto cui (? Discendenti?): Signori di San Marzano signori di Canelli
2.1.3.1 Ultima dei signori di San Marzano signori di Canelli sposa Ottone (Tete) di Brosolo (vedi sopra 1.2)